# Canton de Tours-Centre
Le canton de Tours-Centre est une ancienne division administrative française, située dans le département d'Indre-et-Loire en région Centre.

## Représentation

### Conseillers généraux de 1833 à 2015
| Période | Période           | Identité          | Étiquette           | Qualité                                                                                              |
| ------- | ----------------- | ----------------- | ------------------- | --- |
| 1833    | 1856              | Alexandre Goüin   | Majorité dynastique | Banquier, conseiller municipal de Tours Ministre, député (1831-1851, 1852-1867) Sénateur (1867-1870) |
| 1856    | 1871              | Ernest Mame       | Ind.                | Directeur d'imprimerie Député (1859-1869) Maire de Tours                                             |
| 1871    | 1889              | Jules Viel        | Républicain         | Propriétaire Adjoint au Maire de Tours                                                               |
| 1889    | 1889 (annulation) | Georges Boulanger | Boulangiste         | Général                                                                                              |
| 1889    | 1895              | Paul Mame         | Droite              | Conseiller municipal de Tours                                                                        |
| 1895    | 1901              | Eugène Pic-Paris  | Rad.                | Maire de Tours (1899-1912)                                                                           |
| 1901    | 1907              | Paul Gasse        | Républicain libéral | Architecte à Tours                                                                                   |
| 1907    | 1917 (décès)      | Alexandre Héron   | Rad.                | Docteur en médecine Conseiller municipal de Tours Président de la Ligue de l'Enseignement de Tours   |
| 1919    | 1925              | Georges Marchais  | Rad.                | Premier adjoint au maire de Tours                                                                    |
| 1925    | 1940              | Charles Dubourg   | SFIO                | Premier adjoint au maire de Tours                                                                    |
|         |                   |                   |                     | |
| 1945    | 1951              | Edmond Cahiza     | MRP puis RPF        | Inspecteur d'assurances à Tours                                                                      |
| 1951    | 1964              | Pierre Babeau     | MRP                 | Médecin                                                                                              |
| 1964    | 1983 (décès)      | Yves Berthault    | DVD                 | Entrepreneur du bâtiment Adjoint au maire de Tours                                                   |
| 1983    | 2001              | Nicole Gautras    | DVD puis UDF        | Adjointe au maire de Tours                                                                           |
| 2001    | 2015              | Serge Babary      | DL puis UMP         | Chef d'entreprise Maire de Tours (2014-2020)                                                         |

### Conseillers d'arrondissement (de 1833 à 1940)
| Période                                  | Période      | Identité                    | Étiquette | Qualité |
| ---------------------------------------- | ------------ | --------------------------- | --------- | --- |
| 1833                                     | 1836         | Antoine Luzarche-Plancher   |           | Propriétaire à Tours, négociant, ancien conseiller général                                                                       |
|                                          |              |                             |           | |
| avant 1883                               |              | Alfred Fournier             |           | Docteur, dermatologiste, maire de Tours (1884-1892)                                                                              |
|                                          |              |                             |           | |
|                                          | 1890 (décès) | Adrien Pillet (1826-1890)   |           | Conseiller municipal de Tours |
|                                          |              |                             |           | |
| 1919                                     | 1922         | M. Perchery                 |           | Conseiller municipal de Tours |
| 1922                                     | 1928         | Émile Jouitteau (1871-1969) |           | Conseiller municipal de Tours |
| 1928                                     | 1934         | Victor Grossein             | SFIO      | Négociant mercier, Président du Syndicat des merciers de France, conseiller municipal puis adjoint au maire de Tours (1925-1935) |
| 1934                                     | 1940         | Constant Fleury             | All.dém.  | Propriétaire à Tours |
| 1940                                     |              |                             |           | Les conseils d'arrondissement ont été suspendus par la loi du 12 octobre 1940 et n'ont jamais été réactivés                      |
| Les données manquantes sont à compléter. |              |                             |           | |

## Composition

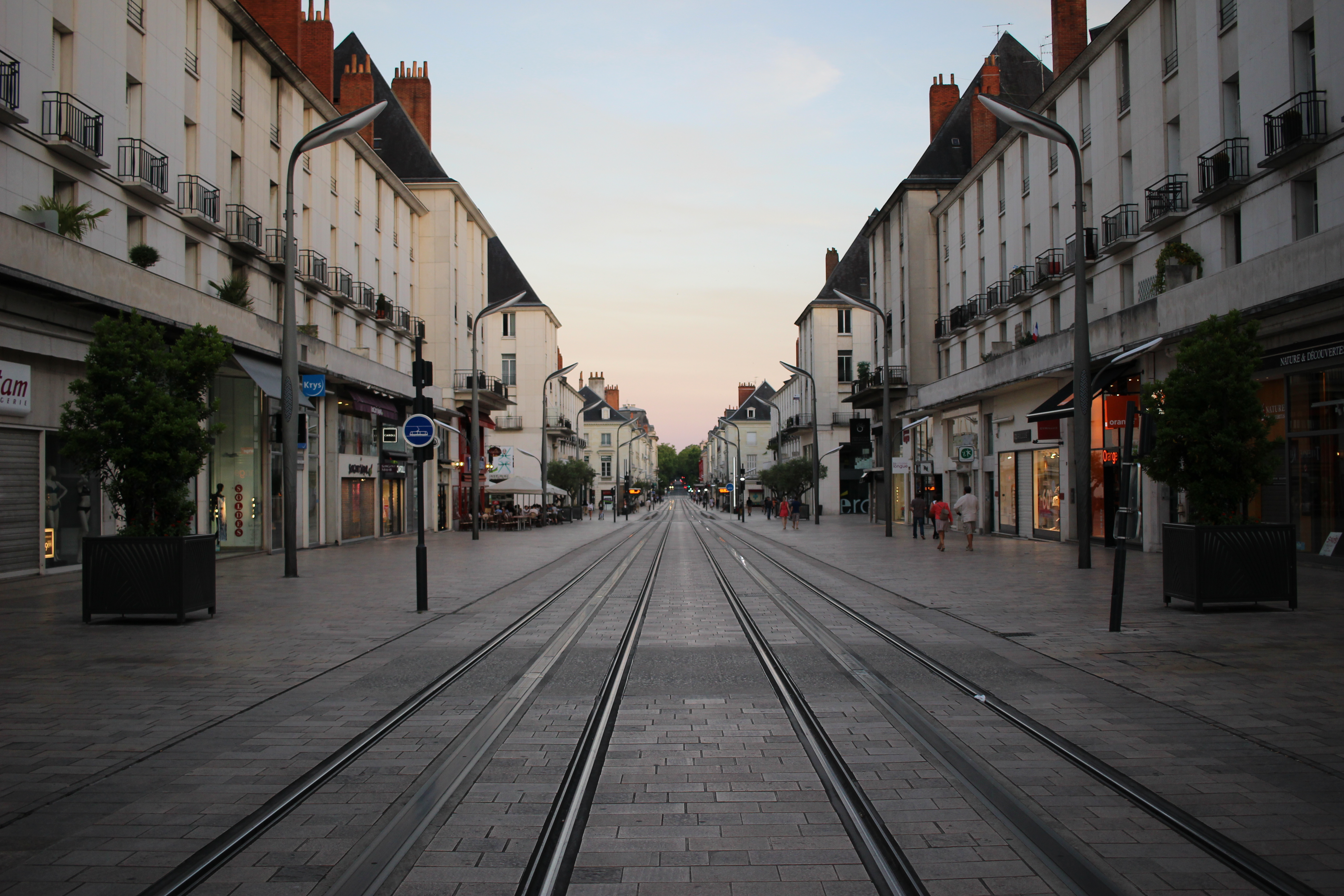
La rue Nationale était au cœur du canton.

Le canton de Tours-Centre comprenait la partie de la ville de Tours délimitée de la façon suivante :
- au nord par la Loire
- à l'est par la limite communale de Saint-Pierre-des-Corps
- au sud par le boulevard Heurteloup, la place du Général Leclerc, la rue de Nantes, la rue Blaise Pascal, la rue Parmentier, l'avenue de Grammont, la rue Roger Salengro
- à l'ouest par la rue Giraudeau, le boulevard Béranger, la rue Chanoineau, la place Gaston Paillhou, la rue de la Victoire

## Démographie
| 1962 | 1968 | 1975 | 1982 | 1990   | 1999   | 2006   | 2011   | 2012   |
| ---- | ---- | ---- | ---- | ------ | ------ | ------ | ------ | ------ |
| -    | -    | -    | -    | 18 294 | 20 005 | 21 318 | 20 528 | 20 253 |

### Sources
1. ↑  « Ministère de la culture - Base Léonore », sur culture.gouv.fr (consulté le 11 avril 2023).
2. ↑  « Journal officiel de la République française. Lois et décrets », sur Gallica, 23 octobre 1889 (consulté le 17 août 2020).
3. ↑  « Ministère de la culture - Base Léonore », sur culture.gouv.fr (consulté le 11 avril 2023).
4. ↑  https://maitron.fr/spip.php?article226143, notice GROSSEIN Victor par Jean-François Bérel, version mise en ligne le 20 avril 2020, dernière modification le 20 avril 2020.
5. ↑  Structure de la population du canton de 1968 à l'année de la dernière population légale connue
6. ↑  Fiches Insee - Populations légales du canton pour les années 2006, 2011, 2012